# Polo museale del seminario vescovile
Il polo museale del seminario vescovile ha sede in via Don Stefano Raffi 30 a Bedonia, in provincia di Parma, all'interno del seminario vescovile; riunisce 10 diversi musei.

## Storia
Il primo museo fu allestito nel 1935, in seguito alla donazione di un gruppo di antichi dipinti da parte di don Vittorio Parmigiani; nel tempo si aggiunsero altre opere attraverso nuovi lasciti e acquisizioni, che consentirono man mano l'apertura di nuove gallerie espositive, all'interno del grande edificio occupato dal seminario vescovile, successivamente chiuso nel 1981.

## Pinacoteca Parmigiani

### Storia
I primi dipinti pervennero al seminario bedoniese nel 1935, grazie a un'importante donazione da parte di don Vittorio Parmigiani, che diede il nome al museo.
A essa seguì nel 1946 un altro cospicuo lascito da parte della famiglia Bolognini; grazie ad altre più piccole donazioni, la collezione raggiunse nel 2016 il numero complessivo di circa ottanta opere, risalenti prevalentemente al periodo compreso tra il 1550 e il 1800, senza escludere tuttavia l'arte contemporanea.

### Percorso espositivo
Il museo espone le 34 opere più significative della raccolta, prevalentemente di carattere religioso e di scuola emiliana.
Le tele più importanti sono La caduta di Cristo sotto la croce di Ludovico Carracci, Cristo risorto che appare alla Madre di Giovanni Andrea Donducci detto il Mastelletta, Salomè che presenta a Erode la testa del Battista di autore ignoto nord-europeo e San Francesco che riceve le stigmate di Bartolomeo Passarotti, oltre a dipinti di Domenico e Filippo Pedrini, Francesco Ghittoni, Luigi Crespi e altri.

## Opera Omniadi Romeo Musa

### Storia
La raccolta fu costituita negli anni ottanta del XX secolo, grazie alla donazione di numerose opere da parte degli eredi dell'artista Romeo Musa, nato a Calice di Bedonia nel 1882 e morto nel 1960.

### Percorso espositivo
Il museo, sviluppato in tre stanze e nel corridoio di collegamento, espone la quasi completa produzione artistica del pittore, xilografo e scrittore Romeo Musa.
Il fulcro della collezione è costituito da un cospicuo numero di matrici xilografiche e xilografie, oltre che da stampe, acquerelli e dipinti a olio; una sezione è poi dedicata ai bozzetti per gli affreschi realizzati in varie chiese italiane, cui si aggiungono varie foto e libri illustrati, tra cui I promessi sposi, vari racconti per ragazzi e alcune raccolte di poesie scritte e disegnate dallo stesso autore.

## Museo e centro studi cardinale Agostino Casaroli

### Storia
Il patrimonio documentario riguardante il cardinale Agostino Casaroli, Segretario di Stato Vaticano dal 1979 al 1990, pervenne al seminario di Bedonia, di cui il religioso era stato allievo in gioventù, grazie a una donazione da parte della nipote Orietta Casaroli all'associazione "centro studi cardinale Agostino Casaroli", fondata all'interno dell'edificio nel 1989.

### Percorso espositivo
Il museo espone una parte del materiale conservato nel fondo documentario del cardinale, costituito da libri, oggetti dei suoi viaggi e circa 15 000 fotografie.
Una serie di pannelli accoglie una selezione delle immagini più significative, comprendente le foto in cui Casaroli appare in compagnia di capi di Stato, tra i quali Josip Broz Tito, Ronald Reagan, Michail Gorbačëv e Fidel Castro.

## Fondo documentario cardinale Opilio Rossi

### Storia
Il patrimonio documentario riguardante il cardinale Opilio Rossi, nato a New York ma originario di Scopolo di Bedonia, fu affidato in seguito alla sua morte all'associazione "centro studi cardinale Agostino Casaroli".

### Percorso espositivo
Il piccolo museo raccoglie ed espone in una vetrina alcuni oggetti, immagini e documenti appartenuti al cardinale.

## Centro di documentazione sull'emigrazione

### Storia
Il museo fu creato dall'associazione "centro studi cardinale Agostino Casaroli" raccogliendo fotografie, oggetti e circa 5000 documenti riguardanti il fenomeno dell'emigrazione dall'alta Val Taro e dalla Val Ceno tra il XVI e il XX secolo, precedentemente conservati in archivi pubblici e privati.

### Percorso espositivo
La piccola galleria espositiva presenta una selezione dei numerosi documenti raccolti e una serie di pubblicazioni, oggetti e fotografie.
Il sito internet del museo consente inoltre la libera consultazione di una parte dei documenti, suddivisi in sei sezioni: "Il Cinquecento", "Il Seicento", "Il Settecento", "L'Ottocento (1800 - 1861)", "La Grande Emigrazione (1861 - 1945)" e "Il Novecento dopo il 1945".

## Mostra permanente della devozione popolare

### Storia
Il centro di documentazione sulla devozione popolare fu allestito archiviando circa 15 000 santini e numerosi ex voto, in parte esposti nella mostra permanente.

### Percorso espositivo
La mostra permanente espone da un lato in sette bacheche numerosi oggetti devozionali, tra cui vari quadri ad olio, xilografie, litografie, libri, statue e rosari; accanto a essi, è conservata una croce in acciaio, ricavata dalla fusione del metallo del World Trade Center abbattuto negli attentati dell'11 settembre 2001.
In aggiunta, sei vetrine presentano una selezione di santini, dai più antichi risalenti al XVII secolo ai più moderni, che consentono di ripercorrere la storia delle immaginette sacre.

## Museo archeologico

### Storia
I reperti archeologici pervennero al seminario attraverso tre importanti donazioni da parte degli eredi del medico bedoniese Severino Musa, del collezionista Natale Bruni e del naturalista Pierluigi Cerlesi; altro materiale fu invece raccolto grazie a lasciti minori.
Il museo, allestito dall'archeologo Angelo Ghiretti e dai suoi studenti, fu inaugurato l'8 luglio del 2000.

### Percorso espositivo
Il percorso espositivo si sviluppa in varie vetrine in cui sono mostrati reperti archeologici risalenti prevalentemente all'epoca preistorica raccolti nell'alta Val Taro.
Nella prima sezione, dedicata alla preistoria più antica, sono esposte alcune asce in pietra verde levigata e punte di frecce in selce, dette anticamente saiette; di pregio risulta in particolare una statuetta antropomorfa in steatite, databile probabilmente al tardo Paleolitico.
Le bacheche relative al Mesolitico mostrano vari oggetti in selce e diaspro rosso, provenienti dagli antichi accampamenti stagionali dei cacciatori dell'epoca.
La sezione successiva, riguardante i primi insediamenti abitati stabili nella zona, espone una serie di reperti recuperati principalmente durante alcuni scavi archeologici condotti alle Rocche di Drusco, a valle del monte Maggiorasca.
La vetrina dedicata all'età del ferro mostra vari oggetti appartenuti al popolo dei Liguri, antico occupante delle valli del Taro e del Ceno.
Al centro della sala è poi collocata una pregevole stele rinvenuta sul monte Ribone di Albareto, incisa in lingua etrusca.
La bacheca seguente, riguardante l'epoca romana e quella medievale, espone alcuni reperti rinvenuti in zona, tra cui vari mattoni e due utensili.
L'ultima sezione, relativa alla collezione Cerlesi, si occupa della Magna Grecia ed espone, tra gli altri, un frammento decorato di un vaso del IV secolo a.C.

## Museo di storia naturale

### Storia
La raccolta di scienze naturali fu allestita originariamente nel gabinetto di scienze del seminario vescovile di Bedonia, ai tempi del lungo episcopato di Giovanni Battista Scalabrini.
Nel 1939 per iniziativa di monsignor Silvio Ferrari fu istituito il museo di storia naturale, esponendo la collezione in un'apposita stanza del palazzo con finalità didattiche.
Intorno al 1995, su finanziamento della Regione Emilia-Romagna e della Provincia di Parma, il museo, intitolato al suo ideatore Ferrari, fu riallestito in nuovi ampi spazi all'ultimo piano dell'edificio.

### Percorso espositivo
Il museo si sviluppa in due distinte sezioni all'interno di due lunghi corridoi del piano sottotetto del seminario vescovile.
Il primo settore si occupa dell'evoluzione delle specie, ripercorrendola a ritroso e contrapponendola a minerali e conchiglie collocati all'interno di vetrine sulla parete di fronte.
Al termine della sezione è ricostruito un gabinetto da naturalista tardo-ottocentesco, ove sono conservati alcuni reperti teratologici dell'epoca, ossia animali nati con gravi malformazioni.
Il secondo settore si occupa nel dettaglio dell'alta Val Taro, descritta attraverso una serie di plastici, diorami e reperti naturalistici; sono così illustrati la sua origine geologica, i suoi ambienti tipici e i principali animali che la popolano.
Le vetrine del lato opposto espongono invece una rappresentazione dei più comuni fenomeni ambientali del territorio.

## Planetario

### Storia
Verso il 1990 fu decisa la costruzione di un planetario all'ultimo piano del palazzo del seminario; i lavori furono avviati nel novembre del 1992 demolendo il soffitto di una delle aule e il 30 maggio del 1993 la struttura fu aperta al pubblico.
L'inaugurazione ufficiale, alla presenza dell'astrofisica Margherita Hack, si tenne il 15 maggio del 1995.

### Percorso espositivo
Il planetario è collocato all'interno di un ambiente del secondo piano dell'edificio, coperto da una volta del diametro di 6 m e in grado di ospitare fino a 50 persone; è costituito da uno strumento che, guidato da un operatore, consente di visualizzare la volta celeste e di studiarne tutti i fenomeni collegati, tra cui la precessione degli equinozi, le eclissi, le comete e il movimento degli astri.
In adiacenza è presente un laboratorio didattico, aperto agli studenti delle scuole primarie e secondarie di primo grado.

## Centro audiovisivi San Marco

### Storia
Una prima raccolta di diapositive fu creata nel seminario negli anni settanta del XX secolo per scopi didattici.
Nel decennio seguente fu aperto un piccolo studio di registrazione, per la produzione, grazie a un gruppo di volontari, di materiale audiovisivo di carattere storico e religioso, poi trasmesso sul canale televisivo locale Videotaro; il materiale, raccolto inizialmente su videocassette e successivamente su CD e DVD, fu in seguito archiviato e reso disponibile agli utenti.

### Percorso espositivo
Il centro audiovisivo conserva materiale audiovisivo e multimediale di carattere storico, culturale e religioso, connesso prevalentemente al territorio delle valli del Taro e del Ceno.